# Pleuronectoidei
Die Pleuronectoidei sind eine Unterordnung der Plattfische (Pleuronectiformes), zu der, in Abgrenzung zu den drei Arten der ursprünglichen, systematisch basal stehenden Hartstrahlenflundern (Psettodoidei), alle anderen Plattfischarten gehören (über 670).

## Merkmale
Die Pleuronectoidei besitzen in den unpaaren Flossen (Rücken- und Afterflosse) keine Hartstrahlen mehr. Die Rückenflosse reicht bis auf den Kopf, bei vielen Arten bis über die Augen. Das Palatinum ist unbezahnt, die Basihyale, ein Element zwischen den Zungenbeinen, ist ohne Zahnplatte. Ein Basisphenoid fehlt, die Supramaxillare fehlt oder ist rudimentär (bei den Leierplattfischen). Die Pleuronectoidei haben 26 bis 70 Wirbel, davon 10 oder mehr Rumpfwirbel (Wirbel vor dem Anus). Die Uroneuralia, kleine, paarige Stäbchen im Schwanzflossenskelett, sind reduziert oder fehlen.

## Familien
Zu den Pleuronectoidei gehören alle Plattfischfamilien, bis auf die Hartstrahlenflundern (Psettodidae).
- Scheinbutte (Paralichthyidae)
- Butte (Bothidae)
- Leierplattfische (Citharidae)
- Amerikanische Seezungen (Achiridae)
- Kamm-Flundern (Samaridae)
- Seezungen (Soleidae)
- Steinbutte (Scophthalmidae)
- Hundszungen (Cynoglossidae)
- Schollen (Pleuronectidae)
- Paralichthodidae
- Poecilopsettidae
- Rhombosoleidae
- Südflundern (Achiropsettidae)
- Cyclopsettidae
- Oncopteridae